# 川陕革命根据地红军烈士陵园
川陕革命根据地红军烈士陵园位於四川省巴中市通江縣沙溪镇王坪村，是中国规模最大的红军烈士陵园，现葬有约2.5万红军将士。
1934年7月，西北革命军事委员会决定兴建“红军烈士集墓”，当时葬有7,800余名红军烈士，其中团职以上40人。之后曾数次更名。1985年被四川省政府批准更名為「王坪烈士陵園」。2002年8月民政部批准更名為「川陝革命根據地紅軍烈士陵園」。2012年，将通江全境50余处、11,428座、17,225名红军散葬墓迁葬至墓园，至此该陵园共葬有红军烈士25,048人。
1980年7月7日列為四川省重新確定公布的第一批省級文物保護單位。1988年1月13日，列為第三批全國重點文物保護單位，1989年8月，被國務院列為全國烈士紀念性建築物重點保護單位。